# Geldingasker
Geldingasker är en kulle i republiken Island. Den ligger i regionen Suðurland, 160 km öster om huvudstaden Reykjavík. Toppen på Geldingasker är 380 meter över havet, eller 52 meter över den omgivande terrängen. Bredden vid basen är 1,3 km.
Trakten runt Geldingasker är nära nog obefolkad, med mindre än två invånare per kvadratkilometer. Det finns inga samhällen i närheten. Omgivningarna runt Geldingasker är i huvudsak ett öppet busklandskap.